# 封入胎児
封入胎児（ふうにゅうたいじ、英: fetus in fetu, inclusio fetalis、独: Fetus in fetu, fetale Inklusion、仏: fœtus in fœtu、羅: fetus in foetu）は、二重体と呼ばれる一卵性双生児奇形の特殊な場合。一卵性双生児の片方の発育が極端に悪く、もう片方の体内に寄生するように発育したもの。別名・胎児内胎児（たいじないたいじ）。

## 概要
発生学的原因及び奇形腫との違いは、完全には解明されていない。発生確率は出生50万例に1例程度。さらに稀に、2体の寄生体が発育していることがあるが、文献に報告されたのは全世界で100例未満。
発育が悪いほうを寄生体、良好な方を自生体と呼ぶ。寄生体は自生体の頭蓋腔、眼窩、胸腔(縦隔)、腹腔(腹膜腔）、骨盤腔に存在することが多く、栄養を自生体に依存する。最も高度に分化した成熟奇形腫ととらえる見方もある。
CT、超音波などの画像診断と組織病理学により発見されるケースが多い。寄生体はほとんどの場合無脳症であるが、ほぼすべての症例で脊柱と四肢が存在する（それぞれ91％と82.5％）。そして下肢は上肢よりも発達している。脊柱があることにより、奇形腫ではないと診断される。

### 別名など
封入胎児という名称は完全に統一されてはいない。
『医科学大事典』・『学術用語集 医学編』・『日本医学会医学用語辞典 英和』・『南山堂医学大辞典』は「封入胎児」を、『看護大事典』・『ステッドマン医学大辞典』・『医学英和大辞典』は「胎児内胎児」を主な見出し語とする。
その他、『研究社 医学英和辞典』は"fetus in fetu"の訳語として「封入奇形胎(児), 胎児内胎児」を挙げる。